# Jean-Baptiste Nompère de Champagny
Pour les autres membres de la famille, voir Famille de Nompère de Champagny.
Jean-Baptiste de Nompère de Champagny, 1er duc de Cadore, né le 4 août 1756 à Roanne (Loire) et mort le 3 juillet 1834 dans le 10e arrondissement de Paris, est un militaire et homme politique français.
Il est issu d'une famille de la noblesse de Roanne. Officier de marine, il est élu député de la noblesse aux États généraux de 1789. Conseiller d'État et ambassadeur sous le Consulat, il devient ensuite ministre de l'Intérieur puis ministre des Affaires étrangères sous le Premier Empire.

## Biographie

### Dans laRoyale
Sa famille, noble mais sans fortune, le destine dès son enfance à la profession des armes. Fils d'un cadet de famille qui, devenu veuf de bonne heure, avait épousé en secondes noces une sœur de l'abbé Terray, le jeune Champagny doit à la protection de ce ministre de Louis XV une bourse au collège de La Flèche (1765) où il fait de brillantes études, puis son admission à l'École militaire de Paris en 1770, où il prend son premier grade du service de mer, et d'où, par faveur spéciale, il ne sort qu'après des études suffisantes pour lui faire obtenir un avancement anticipé.
Il est admis à l'âge de 15 ans dans la Marine royale en mai 1771 comme garde-marine. Embarqué en 1774 sur la frégate la Flore (en), chargée d'annoncer l'avènement de Louis XVI au dey d'Alger et au bey de Tunis. En 1775, un examen qu'il subit, avec la plus grande distinction, en arrivant en France, lui valut le grade d'enseigne de vaisseau. Il embarque ensuite sur l'Écureuil en escadre d’évolutions.

#### La campagne d'Amérique
Le jeune Nompère prit part à la guerre d'indépendance américaine. Le 1er janvier 1776, il est nommé enseigne de vaisseau et embarque sur la Dédaigneuse à Saint-Domingue. En 1778, il embarque sur le Fier et prit part à la prise de l'île de Grenade en juillet 1779.
Lieutenant de vaisseau en avril 1780, il passa sur l'Émeraude et en 1782 comme commandant en second de la Couronne, dans l'escadre de l'amiral de Grasse, il prit part au combat au large des Saintes les 9 et 12 avril et y est très grièvement blessé à la mâchoire. Passé pour mort, alors que l'on allait jeter son corps à la mer, le vicomte de Viella constate qu'il était encore en vie. Remis de ses blessures, il est fait chevalier de Saint-Louis et son activité pendant la campagne des Amériques le fait recevoir membre de la Société des Cincinnati.
Élu à l'Académie de marine en 1785, il commande le Pandour (en) en escadre d’évolutions.
Le marquis de Castries lui propose alors de participer à l'expédition de Monsieur de Lapérouse, devant partir explorer le Pacifique en compagnie de nombreux scientifiques. Il refusa du fait qu'il devait se marier cette année-là avec Mlle Victoire Blandine Huë de Grosbois ; le mariage n'eut pourtant lieu que deux ans plus tard.
Major de vaisseau en mai 1786, il quitte la marine en 1787, après avoir pris part à neuf campagnes, et assisté à cinq combats, notamment à ceux d'Ouessant (1778) et de la Grenade (1779).
Il épousa donc, le 22 janvier 1787 à Saint-Vincent-de-Boisset, Victoire Blandine Huë de Grosbois (1770-1821), laquelle venait d'hériter du château du lieu. Cette union marqua la fin de sa brillante carrière militaire.

### Les États généraux de 1789
Le 23 mars 1789, il est élu député de la noblesse aux États généraux par le bailliage du Forez (Montbrison). Les Roannais, le tenant en très grande estime, le nomment le 23 juillet 1789 commandant de la garde bourgeoise de Roanne. On peut mettre à son crédit les faits qu'il fait tout son possible pour éviter la disette à sa ville, mais également pour que soit reconstruit le pont la reliant à Le Coteau, emporté lors de la terrible crue de 1790.
Champagny ne partage pas l'entraînement des députés de « sa caste » à la mémorable séance du 4 août ; il est au contraire du petit nombre de ceux qui protestèrent contre l'abolition des titres et de la noblesse héréditaire, lors de la révision de l'acte constitutionnel (8 août 1791).
Il fut l'un des quarante-sept députés de son ordre à se réunir au Tiers état avant l'invitation royale. Distingué par son éloquence et sa modération, peu porté aux « effets de tribune », il est nommé secrétaire de l'Assemblée constituante (16 février 1790), et membre influent du comité de la marine.
Du reste, à l'Assemblée constituante, il ne fixe guère sur lui l'attention publique que par sa défense, en 1790, du comte d'Albert de Rions, officier général sous lequel il avait servi précédemment, chef d'escadre, attaqué à la barre de l'Assemblée nationale pour sa conduite ferme et courageuse à Toulon, lors des mouvements insurrectionnels qui avaient failli éclater dans cette ville. Champagny vote pour qu'il soit déclaré que cet officier avait « bien mérité du roi et de la nation ». Sa défense est couronnée de succès.
M. de Champagny s'occupe particulièrement des modifications et améliorations qu'exigeait la législation maritime, propose quelques réformes au code maritime, et demande l'assimilation de la marine marchande à la Marine royale.
Lors de la clôture des travaux de l'Assemblée constituante (30 septembre 1791), il se retire dans une terre qu'il possédait en Forez (dans son château d'Anzy, près de Roanne).
Arrêté (sur ordre de Jean-Marie Lapalus) comme noble et suspect en novembre 1793, la Terreur le jette en prison quelques mois.
Il est enfermé au couvent des ursulines avant d'être transféré à la prison des Minimes. Fort heureusement, il fut « oublié » dans sa cellule. Il ne recouvra la liberté qu'après un arrêté du 3 septembre 1794, qu'il dut à la chute de Robespierre, le 9 thermidor an II (26 juillet 1794). À sa libération, il se retira dans sa « maison des champs » de Saint-Vincent-de-Boisset, et continua à se tenir à l'écart de toute vie publique jusqu'au coup d'état du 18 brumaire.

### Ambassadeur à Vienne
Après le coup d'État du 18 brumaire an VIII, il fait partie du Directoire du département de la Loire avant d'être appelé à Paris par le général Bonaparte (placé à la tête du pouvoir exécutif comme Premier consul), qui le fait entrer au nouveau conseil d'État (3 nivôse an VIII : 24 décembre 1799) où il l'attache à la section de la marine.

C'est à ce titre qu'il est chargé d'exposer au Corps législatif le résultat du recensement du vote pour l'acceptation de la constitution de l'an VIII. Il est chargé, au même titre (17 ventôse an VIII) de communiquer au Tribunat la proclamation et les arrêtés des consuls à l'occasion de la reprise des hostilités (campagne de Marengo). Le discours aussi éloquent qu'adroit qu'il prononce en cette circonstance lui fait faire un grand pas dans la faveur du Premier consul.[non neutre] On y remarque entre autres ce passage 

« Français de tous les partis, s'il peut encore exister des partis, unissez-vous à un gouvernement qui n'en connaît aucun. Dites : trouvâtes-vous jamais dans ceux qui vous ont gouvernés, un vœu aussi prononcé pour votre bonheur, un désir aussi sincère de l'ordre et de la paix, un dévouement aussi entier, aussi généreux, une autorité aussi tutélaire, unie à tant de talens et de gloire, et le souvenir de ces brillans succès qui appellent et commandent d'autres succès ? »

Champagny effectue ensuite une inspection des administrations préfectorales puis, probablement sur proposition de Lebrun, le troisième consul, est nommé à l'ambassade de Vienne (20 juin 1801).
Pendant son absence, le collège électoral du département de la Loire l'élit, en 1803, candidat au Sénat conservateur.
Pendant quatre ans, il remplit cette mission importante, que rendaient difficile les événements militaires qui avaient précédé sa nomination. Sa modération et la modestie de sa conduite y font merveille.[non neutre] L'empereur François II devint le parrain du fils qui lui nait à Vienne (« Franz de Champagny », et qui deviendra académicien).
Bien que François II admet la nouvelle carte de l'Allemagne issue du Recès d'Empire (1803), Champagny échoue, l'année suivante, à faire accepter à la cour de Vienne l’avènement de Bonaparte à l'Empire. Il est rappelé.
Il acquiert vers la même époque les domaine et château des Marmousets à La Queue-en-Brie.

### Ministre de NapoléonIer

#### L'Intérieur
Chevalier de la Légion d'honneur, au 9 vendémiaire an XII, il prit le portefeuille de l'Intérieur (8 août 1804) en remplacement de Chaptal (le ministère fut confié par intérim à Jean Étienne Marie Portalis, ministre des cultes, jusqu'au retour de Champagny de Vienne). Napoléon lui confia ce ministère important certainement par souci de placer à la tête de ce département un grand commis docile duquel il n'aurait pas à craindre les velléités d'autonomie. Pendant sa gestion de l'Intérieur, et abstraction faite de la direction politique, dans laquelle il n'était que l'instrument de la volonté de l'Empereur, Champagny avait introduit beaucoup d'améliorations et de perfectionnements dans le système administratif. « Il apporta dans ses fonctions nouvelles le même esprit de modération, le même zèle et la même droiture d'intention. »
Les premiers mois, l'Empereur attendit surtout de son nouveau ministre qu'il lui procurât les soldats nécessaires à la guerre imminente. Mais, par la suite, Champagny sut ne pas se limiter à ce rôle de sergent recruteur et conçut également un vaste plan de travaux publics (dont la rue de Rivoli, à Paris, est l'une des réalisations) tout en préparant activement l'Exposition des produits de l'industrie nationale (prévue en 1808).

À l'ouverture de la session parlementaire de l'an XIII (11 décembre 1804), le nouveau ministre présenta au Corps législatif un exposé de la situation de l'Empire. Ce discours avait pour principal objet l'apologie de la révolution qui venait de convertir la République en Empire : 

« On a reconnu enfin, disait-il, qu'il n'y avait de salut pour les grandes nations que dans le pouvoir héréditaire... Le Sénat a été, comme il devait l'être, l'organe de l'inquiétude commune ; bientôt a éclaté ce vœu d'hérédité qui était dans tous les cœurs vraiment français... »

En 1804, il soutint la création de l'Académie celtique, créée par Jacques Cambry, antiquaire et préfet, Jacques-Antoine Dulaure et Jacques Le Brigant. Elle fut présidée par Cambry, puis par Alexandre Lenoir, fondateur du musée des monuments français.
Grand-aigle de la Légion d'honneur depuis le 1er février 1805, date à laquelle cette distinction a  été attribuée pour la première fois, il accompagna l'Empereur à son couronnement comme roi d'Italie, le 26 mai suivant dans le « Duomo » de Milan.
Après l'arrivée du message par lequel le Sénat de Gênes sollicita, pour cette république, sa réunion à l'Empire français, Champagny, délégué à cet effet par Napoléon, alla présider à la cérémonie de cette adoption (11 juin 1805).
Il rédigea en février 1806 le décret qui rendrait au culte le Panthéon et Saint-Denis, vanta (5 mars), dans un nouvel exposé, la prospérité due au régime impérial, et fut chargé (1807), comme ayant également dans son ministère l'Instruction publique et les Beaux-arts, de présenter à l'Empereur un rapport « sur la décadence des arts et de la littérature et sur les moyens d'y remédier ». M. de Champagny proposa sur ce point six décrets dont la plupart, d'une remarquable étroitesse de vues, furent rejetés par l'empereur, mais dont un du moins fut l'origine de l'École des chartes.
Pour la conception de l'Arc de triomphe de l'Étoile (construction ordonnée 18 février 1806 par Napoléon 1er), l'architecte Chalgrin fut en concurrence avec son confrère Raymond, chargé de collaborer avec lui. Le premier souhaitait orner l'arc de colonnes isolées tandis que le second les voulait engagées, l'incompatibilité de ces deux conceptions rendant impossible toute collaboration entre les deux architectes. Un arbitrage, rendu par Champagny, força Raymond à se retirer honorablement. Chalgrin supprima alors les colonnes de son projet. L'Arc de Triomphe de l'Étoile devait être à la Bastille, mais sur les conseils de Champagny et de l'architecte Chalgrin, il fut construit sur la colline de l'Étoile.
Un décret destiné « à la réforme sociale des Juifs » et joint au règlement du culte, fut proposé par Champagny, ministre de l'Intérieur, et trois commissaires impériaux. Il portait sur une meilleure intégration de la communauté juive en France mais prévoyait toute une série de cas arbitraires pouvant entraîner l'annulation des créances et ordonnait aux commerçants juifs de se faire délivrer par les préfets une patente annuelle et révocable. De plus, les juifs devaient satisfaire en personne à la conscription et n'avaient plus la possibilité de payer un remplaçant comme les autres citoyens. Ce décret (souvent appelé le « décret infâme »), valable dix ans, fut aboli en 1818 sous Louis XVIII.
De 1804 à 1809, il habita dans l'hôtel particulier qui fut affecté au ministère de l'Intérieur au 116, rue de Grenelle (Paris 7e) et qui deviendra plus tard la mairie du 7e arrondissement de Paris.

#### Les Relations extérieures
La volonté et la demande de M. de Talleyrand de quitter les Relations extérieures fit passer M. de Champagny, « simple exécutant, discipliné et soumis », du ministère de l'Intérieur à celui des Relations extérieures, le 8 août 1807. Le choix de Napoléon est probablement dicté par la « timidité » et la « faiblesse de caractère » de Champagny en qui il souhaite un ministre plus docile que Talleyrand.

Il présenta des rapports (21 octobre 1807, 2 janvier 1808) sur l'occupation du Portugal, appuya, sur les griefs créés par l'intervention de l'Espagne dans les troubles de la Ligue et de la Fronde, les rêves de conquête de l'Empereur sur ce pays. Voyant l'état de décrépitude de la monarchie espagnole, l’Empereur tenta de profiter de la situation pour mettre la main sur l’Espagne. Ses conseillers le poussaient : le ministre Champagny écrivait par exemple : « il est nécessaire qu’une main ferme vienne rétablir l’ordre dans son administration [ celle de l’Espagne ] et prévienne la ruine vers laquelle elle [ l’Espagne ] marche à grands pas . » C'est sur le rapport concernant les menées de l'Autriche qu'il adressa au Sénat que fut ordonnée une levée de 40 000 hommes en vue d'une nouvelle campagne contre cet Empire. Dans un autre rapport (8 décembre 1810) relatif à la réunion du Valais à la France, M. de Champagny flattait sans ménagement la soif de guerre de l'Empereur : 

« Il est de mon devoir de le dire à V.M., disait-il, elle ne peut espérer désormais ramener ses ennemis à des idées plus modérées que par la persévérance dans le système qu’elle a adopté. »

Il fut créé comte de l'Empire le 24 avril 1808, et duc de Cadore le 15 août 1809.
Champagny conserva jusqu'en 1811 son poste, dans lequel il prit part à des actes d'une haute importance. Il mena les négociations relatives au système de blocus continental, adopté contre le Royaume-Uni, et à l'occupation de l'Espagne et du Portugal. Il conclut en sa qualité de ministre le traité du 5 mai 1808 (faisant suite à l'entrevue de Bayonne), par lequel le roi Charles IV cédait ses états à Napoléon 1er, et celui de « Vienne » (paix de Schönbrunn, 14 octobre 1809), qui met fin à la Cinquième Coalition. Il négocia aussi le mariage de l'Empereur avec l'Impératrice Marie-Louise et reçut le grand-cordon de l'ordre impérial de Léopold d'Autriche en 1810.
Le 16 avril 1811, Champagny, qui jouissait de l'amitié de l'empereur Alexandre Ier, qui l'avait décoré trois ans auparavant de l'ordre de Saint-André, dut malgré son zèle rendre son portefeuille pour avoir trop longtemps soutenu une politique d'alliance franco-russe. Il n'avait pas soupçonné les intentions de Napoléon vis-à-vis de la Russie ni pressenti l'évolution des conceptions de l'Empereur sur le sujet.
On le nomma, en compensation, ministre d'État le 21 avril 1811, puis, le 9 septembre de la même année, intendant général des domaines de la Couronne (une sinécure), en remplacement du comte Daru, puis grand-chancelier de l'ordre de la Réunion, le 18 octobre suivant.
Alors qu'en 1804, Napoléon avait été lancé un projet de palais impérial à Lyon (comme dans les autres grandes villes de France), une lettre du duc de Cadore, en tant que ministre d'État, précisa en 1811 : « le palais impérial sera élevé sur la gare d'eau, le jardin sera dans la presqu'île, entre les deux fleuves, jusqu'au pont de la Mulatière ». Mais le projet n'aboutira jamais.
Champagny fut appelé au Sénat le 5 avril 1813, et remplit auprès de l'Impératrice Marie-Louise et du conseil de régence les fonctions de secrétaire d'État.
Les derniers mois de l'Empire virent son retour au premier plan. Secrétaire du Conseil de régence, il accompagna Marie-Louise à Blois et, après la chute de Napoléon 1er, porta une lettre de l'Impératrice à son père pour réclamer la reconnaissance de Napoléon II. L'empereur d'Autriche s'y refusa, tout en traitant le plénipotentiaire comme un vieil ami.
Lors de l'invasion, le duc de Cadore fut nommé chef de légion de la Garde nationale de Paris, le 8 janvier 1814.

### À la Chambre des pairs
Le 14 avril suivant, il n'hésita pas à adhérer à la déchéance de l'Empereur, se rallia l'un des premiers aux Bourbons, qui le firent entrer, le 4 juin suivant, à la Chambre des pairs et le nommèrent contre-amiral.
Le retour de l'île d'Elbe réveilla son dévouement pour l'Empereur qui lui rendit l'intendance des domaines de la Couronne, et le nomma « pair de l'Empire ».

La seconde Restauration le rendit, à son grand regret, à la vie privée. Il fut radié de la liste des pairs par l'ordonnance du 24 juillet 1815. Dès le 27 juillet suivant, il présenta à Louis XVIII un mémoire justificatif de sa conduite pendant les Cent-Jours, dans lequel il suppliait le roi de le rétablir dans la dignité de pair de France : 

« Je ne suis point avide d'honneurs, écrivait-il, mais je ne puis vivre dans la disgrâce d'un souverain que j'aime, je supplie le roi de me rétablir dans ma dignité, qui, par ce second choix, me deviendra doublement honorable. »

La Restauration le fit attendre jusqu'en 1819 : M. Decazes le comprit à cette date dans la fournée des soixante nouveaux pairs destinée à rendre la majorité au ministère. Il fut réintégré, avec majorat de baron-pair le 5 mars 1819 (lettres patentes du 24 avril 1820) À la Chambre haute, M. de Champagny vota avec la droite. Il vécut encore assez pour prêter serment au gouvernement de Juillet, et continua de siéger dans la Chambre des pairs, au centre droit, jusqu'à sa mort.

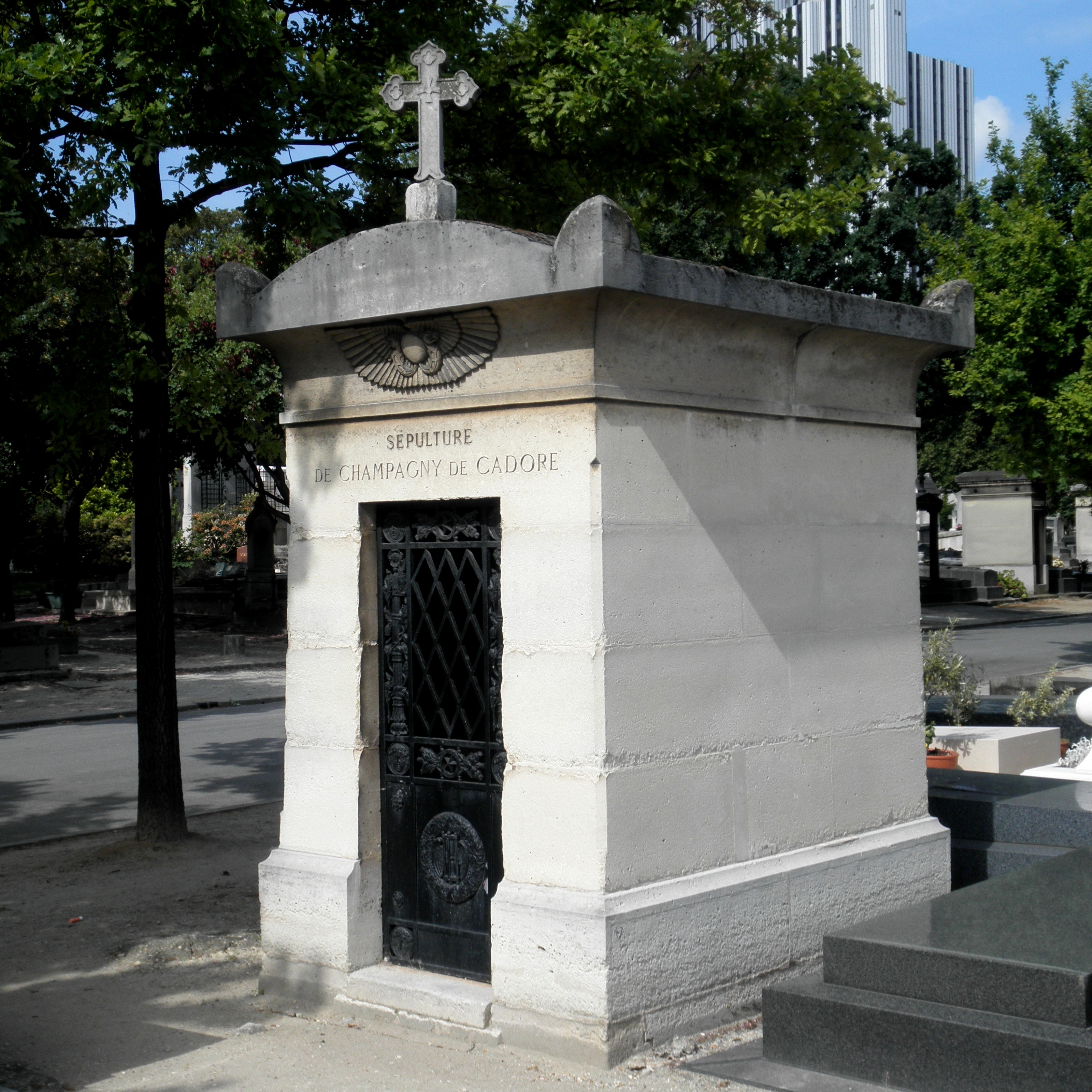
Tombe de Jean-Baptiste de Nompère de Champagny, cimetière du Montparnasse, Paris.

Le duc de Cadore présida le collège électoral du département du Loiret en 1820.
Jean-Baptiste de Nompère de Champagny s'éteignit le 3 juillet 1834, dans le 10e arrondissement de Paris. Il fut inhumé au cimetière du Montparnasse (3e division, 315 p. 1834).
Les papiers personnels de Jean-Baptiste Nompère de Champagny sont conservés aux Archives nationales sous la cote 181AP .

### Franc-maçonnerie
Franc-maçon, il fait partie des 148 officiers du collège du Grand Orient de France de 1806 à 1814 .

## Union et postérité

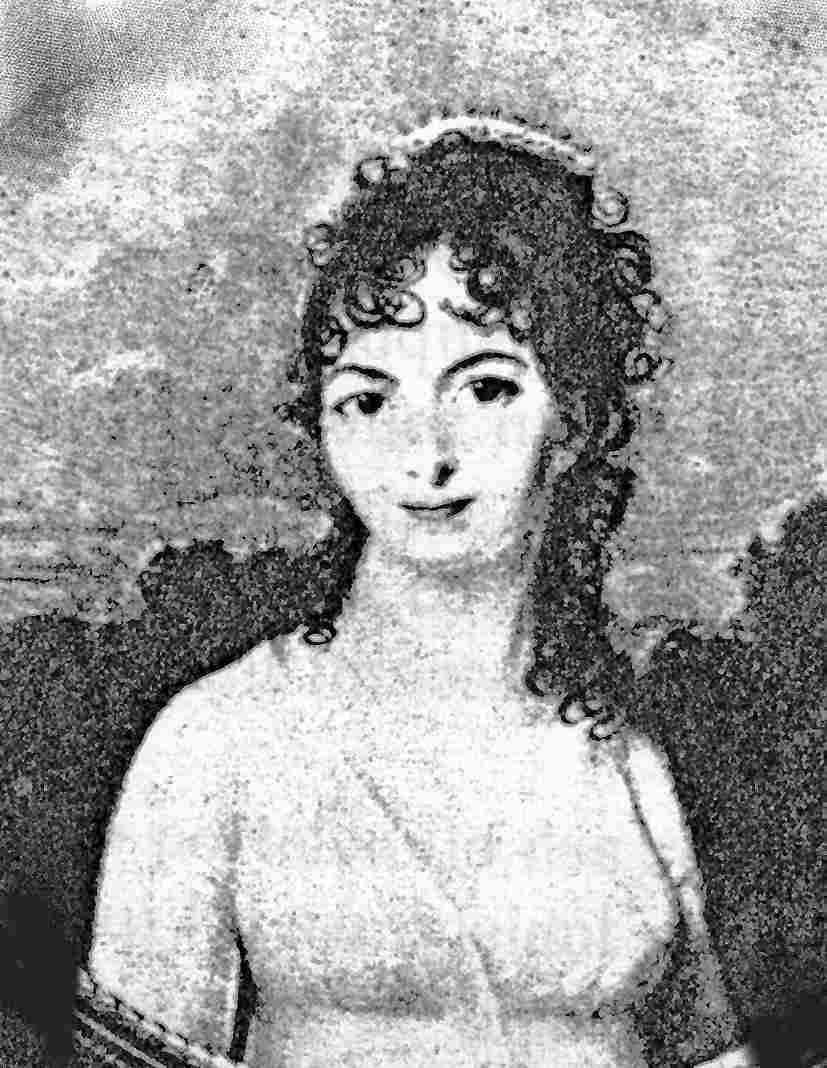
Victoire Blandine Huë de Grosbois

Jean-Baptiste de Nompère de Champagny avait épousé, le 22 janvier 1787 à Saint-Vincent-de-Boisset, Victoire Blandine Huë de Grosbois (née le 4 janvier 1770 à Roanne - décédée le 4 février 1821 à Paris 10e, inhumée au cimetière du Montparnasse (3e division, 315 P 1834)), fille d'Antoine Huë de Grosbois (1735-1771), seigneur de Grosbois, capitaine au corps royal d'artillerie.
- Ensemble, ils eurent :
  - Marguerite Nicole de Nompère de Champagny, dite « Zoé de Champagny » (née le 18 octobre 1788 à Roanne - décédée le 18 février 1837 à Paris), mariée le 17 décembre 1805 avec Claude-Étienne Chaillou des Barres[16] (1784-1857), 1er baron Chaillou des Barres, préfet de l'Ardèche puis de la Creuse, dont une fille ;
  - Claude Gustave de Nompère de Champagny (1790-1792) ;
  - Louise Alix Joséphine de Nompère de Champagny dite « Zéphyrine Nompère de Champagny de Cadore » (née le 11 mai 1793 à Saint-Vincent-de-Boisset - décédée le 14 octobre 1824 à Chauconin), mariée, le 16 août 1810 à Paris, avec Emmanuel Camus du Martroy (1786-1843), baron du Martroy et de l'Empire, 1er vicomte du Martroy, préfet de la Creuse de 1810 à 1814, préfet de l'Ain de 1815 à 1820, préfet du Puy-de-Dôme de 1820 à 1823 et préfet de la Haute-Garonne de 1828 à 1830, dont postérité ;
  - Charles de Nompère de Champagny (1794-1799) ;
  - Louis Alix de Nompère de Champagny (né le 12 juin 1796 à Saint-Vincent-de-Boisset - décédé le 27 janvier 1870 à Boulogne-sur-Seine), 2e duc de Cadore, pair de France (membre de la Chambre des pairs) sous la monarchie de Juillet, diplomate, marié, le 17 mai 1824 à Paris 1er avec Caroline Élisabeth Lagrange (née le 6 août 1806 à Paris - décédée le 1er septembre 1870 au 34, rue de Clichy, Paris 9e, inhumée le 3 septembre 1870 au cimetière du Montparnasse (315 P 1834)), fille de Joseph Lagrange (1763-1836), comte Lagrange et de l'Empire, général d'Empire et de Marie de Talhouët-Bonamour (1786-1849). Ensemble, ils eurent :
    - Françoise Jeanne de Nompère de Champagny dite « Fanny » (née le 13 septembre 1825 à Paris - décédée le 9 mai 1899 à Florence), mariée le 4 octobre 1846 à Rome, avec Clemente Rospigliosi-Gioeni (né le 15 juin 1823 à Rome - décédé le 28 janvier 1897 à Florence), duc de Zagarolo, 6e prince Rospigliosi-Gioeni et du Saint-Empire, 10e prince de Castiglione, dont postérité ;
    - Camille Louis Marie François de Nompère de Champagny (né le 15 septembre 1827 à Paris - décédé le 3 janvier 1882 au château de Buzenval (Rueil-Malmaison)), comte de Champagny, 3e duc de Cadore, chevalier de la Légion d'honneur[17], marié le 7 mars 1854 à Paris, avec Marie du Val de Bonneval (née le 3 juillet 1833 à Paris - décédée le 19 mai 1885 à Paris), fille d'Oscar du Val de Bonneval (1798-1878), 7e marquis de Bonneval, sans postérité ;
    - Marie Adélaïde Paule Josèphe de Nompère de Champagny dite « Marie de Nompère de Champagny de Cadore » (née le 6 avril 1838 à Pise - décédée le 13 février 1922 à Cannes, inhumée en 1922 au cimetière du Montparnasse (509 P 1844)), mariée le 6 juin 1863 à Rome, avec Georges Napoléon Baude (né le 24 février 1830 à Paris 11e - décédé le 13 février 1887 au 191, boulevard Saint-Germain, Paris 7e, inhumé le 17 février 1887 au cimetière du Montparnasse (509 P 1844)), diplomate, ambassadeur de France près le Saint-Siège de 1876 à 1878, dont postérité.

  - Marie Henriette de Nompère de Champagny (née le 17 novembre 1797 à Saint-Vincent-de-Boisset - décédée le 1er mai 1852 à Paris, inhumée le 3 mai 1852 au cimetière du Montparnasse (3e division, 315 P 1834)), mariée, le 1er août 1817 à Paris, avec Pierre Tissot de La Barre de Mérona (né le 12 mars 1793 - décédé le 23 novembre 1854), maire de Mérona, conseiller général du Jura, diplomate, dont postérité ;
  - Élisabeth de Nompère de Champagny (1800-1800) ;
  - Marie Nicole Blandine de Nompère de Champagny (née le 17 septembre 1801 à Paris, baptisée le 17 septembre 1801 à l'église des Crames (Paris) - décédée le 9 mars 1865 à Paris), mariée, le 5 juillet 1820 à Paris, avec Alfred Mesnard de Chousy (né le 28 juillet 1792 - décédé le 23 octobre 1833 à Paris), comte de Chousy, chambellan de l'hôtel du Roi, dont postérité ;
  - François-Joseph-Marie-Thérèse de Nompère de Champagny dit « Franz de Champagny » (né le 8 septembre 1804 à Vienne - décédé le 4 mai 1882 à Paris) , 4e duc de Cadore, historien, membre de l'Académie française (n° 420, fauteuil 4), marié, le 15 mai 1834, avec Marie Charlotte Jeanne Camus du Martroy (née le 11 juin 1813 - décédée le 29 janvier 1892 à Paris). celle-ci n'est autre que sa nièce, fille de  Emmanuel Camus du Martroy (1786-1843), baron du Martroy et de l'Empire et de « Zéphyrine Nompère de Champagny de Cadore » (née le 11 mai 1793 à Saint-Vincent-de-Boisset - décédée le 14 octobre 1824 à Chauconin), sœur de l'écrivain. La forte consanguinité du couple pourrait expliquer les nombreux cas de surdi-mutité et de mortalité des enfants :
    - Marguerite de Nompère de Champagny (1840-1844). « Très intelligente, très avancée, Marguerite donnait des signes d'une précocité extraordinaire et âgée de trois ans à peine, elle entourait déjà sa sœur des plus prévenantes sollicitudes ; à quatre ans une méningite l'emporta. »
    - Marie Emmanuel de Nompère de Champagny (né le 14 avril 1841 à Paris 2e) ;
    - Blandine de Nompère de Champagny (née le 14 avril à 1841 à Paris - décédée le 22 mars 1909 au château des Trois-Moulins), sourde-muette de naissance, mariée, le 9 novembre 1864 à Paris, avec Charles de La Forest Divonne (1830-1908), comte de la Forest Divonne, également sourd-muet de naissance, dont :
      - François de La Forest-Divonne (1872-1929), propriétaire du château des Trois-Moulins. Marié à Anne Hronesh (américaine). Ils vivront au château des Trois-Moulins, jusqu'en 1929, avant de partir pour les États-Unis, avec leurs enfants.
      - Paul de La Forest-Divonne (1875-1940), maire de Rubelles. Tué pendant l'exode de 1940 dans le Loiret.

    - Pierre de Nompère de Champagny (1842-1862), décédé de maladie à l'adolescence.
    - Alix de Nompère de Champagny (1843-1843), mort en bas âge, sourd-muet.
    - Emmanuel de Nompère de Champagny (1846-1846), mort en bas âge, sourd-muet.
    - André de Nompère de Champagny (1849-1849), mort en bas âge, sourd-muet.
    - Geneviève de Nompère de Champagny (1851-1851), morte en bas âge, sourde-muette.
    - Marguerite de Nompère de Champagny (1865-1865), morte en bas âge, sourde-muette ;

  - Napoléon Marie de Nompère de Champagny (né le 29 octobre 1806 à Paris - décédé le 31 janvier 1872 au château de La Balluère (Broons-sur-Vilaine)), comte de Champagny, avocat, député du Morbihan de 1852 à 1870, marié, le 30 juillet 1836 à Paris 1er (paroisse Sainte-Madeleine), avec Adèle Marie de Corbineau fille d'Hercule Corbineau (né le 10 avril 1780 à Marchiennes - décédé le 5 avril 1823 à Châlons-sur-Marne, inhumé au cimetière de l'Ouest à Châlons-sur-Marne (section B, rangée 1, tombe 1)), général d'Empire, sans postérité ;
  - Jérôme-Paul de Nompère de Champagny (né le 9 mars 1809 à Paris - décédé le 29 mars 1893 à Versailles, inhumé au cimetière du Montparnasse), comte de Champagny, 5e duc de Cadore, député des Côtes-du-Nord de 1853 à 1878, marié, le 16 août 1852 à Paris, avec Nathalie Duchanoy (née le 1er mai 1826 à Paris - décédée le 28 juillet 1906 à Paris, inhumé au cimetière du Montparnasse), fille de Louis Duchanoy (né le 6 août 1781 à Paris - décédé le 29 juillet 1847 à Vichy, inhumé le 10 août 1847 au cimetière du Père-Lachaise), ingénieur des ponts et chaussées, égyptologue dont :
    - Marie Victoire Louise Charlotte de Nompère de Champagny (née le 8 septembre 1853 à Paris - décédée en 1918 à Paris, inhumée au cimetière du Montparnasse) ;
    - Marie Jeanne Valentine Pauline de Nompère de Champagny (née le 8 septembre 1853 à  Paris - décédée en 1940 à Paris, inhumée au cimetière du Montparnasse) ;
    - Emma Nathalie de Nompère de Champagny (née le 11 octobre 1858 au château de Collinances (Meaux) - décédée le 4 août 1932 à Neuilly-sur-Seine, inhumée au cimetière du Montparnasse).
      - Yves Marie de Nompère de Champagny (1895-1969), comte de Champagny, 6e duc de Cadore. Par jugement du tribunal civil de la Seine du 18 juillet 1919, confirmé en cour d'appel de Paris le 8 octobre suivant et transcrit sur les régistres d'état civil de Paris 8e le 19 novembre 1919, Emma adopta, sous le nom de « de Nompère de Champagny de Cadore », son « neveu » Yves de Nompère de Champagny, arrière-petit-fils de Nicolas de Nompère de Champagny (issu de la branche aînée de la famille). Ce dernier a porté le titre de duc de Cadore 'proprio motu' bien que conformément aux dispositions du décret de 1809 ce titre ne pouvait se transmettre par adoption que dans le cas d'une adoption de mâle en mâle prononcée par le dernier duc régulier de Cadore<.
        - Henri Marie de Nompère de Champagny (1924-2010), comte de Champagny, marquis puis 7e duc de Cadore. Marié en 1949 à Françoise de Pierre de Bernis (décédée en 2010), sans postérité ;
        - Marie Henriette de Nompère de Champagny de Cadore (née en 1925 - décédée le 22 octobre 2013). Mariée le 22 avril 1950 à François de Bodin (1922-2000), vicomte de Galembert, dont postérité ;

    - Marie Clotilde Napoléonne Isabelle Irène Aliénor de Nompère de Champagny (née le 28 juin 1868 à Versailles - décédée le 11 juillet 1890 à Paris, inhumée au cimetière du Montparnasse).

## Titres
- 1er comte de Champagny et de l'Empire (Bayonne, 24 avril 1808[18]).
- 1er duc de Cadore (à la suite du décret du 15 août 1809, Schœnbrunn[19]).
- Pair de France :
  - 4 juin 1814 (première Restauration) ;
  - 2 juin 1815 (Cent-Jours : révoqué par l'ordonnance du 24 juillet 1815) ;
  - Baron-pair héréditaire (seconde Restauration : 5 mars 1819, lettres patentes du 24 avril 1820).

## Distinctions
Royaume de France

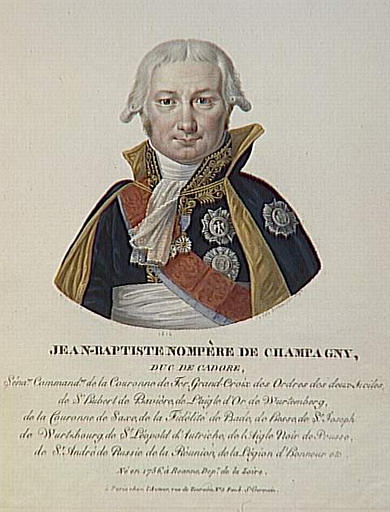
Jean-Baptiste Nompère de Champagny, (par Philipp Velyn (1787–1836), musée national du Château de Malmaison, Rueil-Malmaison).

- Chevalier de l'ordre royal et militaire de Saint-Louis (12 avril 1782).

 États-Unis
- Membre de la Société des Cincinnati (1783).

 Empire français
- Légion d'honneur :
  -  Légionnaire (9 vendémiaire an XII : 2 octobre 1803), puis,
  -  Grand officier (25 prairial an XII : 14 juin 1804), puis,
  -  Grand-aigle de la Légion d'honneur (1er février 1805).
- Ordre de la Réunion :
  - Grand-croix ;
  - Grand-chancelier (1811).

 Royaume d'Italie
- Commandeur de l'ordre de la Couronne de fer.

 Royaume de Naples
- Grand dignitaire de l'ordre des Deux-Siciles.

 Royaume de Bavière
- Grand-croix de l'ordre de Saint-Hubert (Bavière).

 Royaume de Wurtemberg
- Grand-croix de l'ordre de l'Aigle d'or.

 Royaume de Saxe
- Grand-croix de l'ordre de la Couronne de Saxe.

 Grand-duché de Bade
- Chevaliers de la Grand'croix de l'ordre de la Fidélité.

 Grand-duché de Hesse
- Commandeur grand-croix de l'ordre de Louis de Hesse.

 Empire russe
- Grand-croix de l'ordre de Saint-André (1808).

 Empire d'Autriche
- Grand-croix de l'ordre impérial de Léopold (1810).

 Royaume de Prusse
- Grand-croix de l'ordre de l'Aigle noir ;

 Grand-duché de Wurtzbourg
- Grand-croix de l'ordre de Saint-Joseph[21],[22],[23] (1810).

## Armoiries
| Figure | Blasonnement |
|        | Armes des Nompère de Champagny sous l'Ancien Régime D'azur, à trois chevrons brisés d'or., |
|        | Armes du comte de Champagny et de l'Empire Selon ses lettres patentesD'azur, aux trois chevrons brisés en or, posés en pal ; et pour livrées : les couleurs or et bleu nuancé,. On trouve aussiD'azur, à trois chevrons brisés, alésés et superposés d'or ; « franc-quartier » des comtes ministres brochant. |
|        | Armes du duc de Cadore et de l'Empire « Le règlement d'armoiries accompagnant la concession du titre de duc, 29 septembre 1809, indique les trois chevrons alésés et non brisés (1), mais les armes de famille portant les chevrons brisés on est arrivé à décrire ceux-ci alésés et brisés (2). On note plus tard le retour aux armes anciennes, mais avec conservation du chef de l'Empire, le tout sous une couronne ducale (4). » — Jean-Baptiste Rietstap, Armorial général, t. 1 et 2, Gouda, G.B. van Goor zonen, 1884-1887 - Livrées : or et bleu nuancé. - (1) : D'azur, à trois chevrons alésés d'or ; au chef des ducs de l'Empire brochant., - (2) : D'azur, aux trois chevrons brisés, alaisés et superposés d'or ; « franc-quartier » des Comtes Ministres ; chef des ducs de l'Empire brochant., - (3) : D'azur, à trois chevrons brisés et alésés d'or, au chef de gueules, semé d'étoiles d'argent., - (4) : D'azur, aux trois chevrons brisés en or, posés en pal, au chef de gueules, semé d'étoiles d'argent. |
|        | Armes du duc de Cadore sous la Restauration, pair de France (4 juin 1814, 2 juin 1815 (Cent-Jours : révoqué par l'ordonnance du 24 juillet 1815), baron-pair héréditaire (5 mars 1819, 4lettres patentes du 24 avril 1820), D'azur, aux trois chevrons brisés en or, posés en pal, au chef de gueules, semé d'étoiles d'argent. |

## Hommages, honneurs, mentions
Dix ans après sa mort, on rendit hommage à Jean-Baptiste de Nompère de Champagny en donnant son nom (ordonnance du 5 août 1844) à une petite rue de Paris, dans le quartier des Invalides (7e arrondissement). La rue de Champagny existe toujours. Ouverte sur les terrains du couvent des Dames de Bellechasse, elle est longue de 39 mètres et va de la rue Casimir-Périer à la rue de Martignac.

« Un homme propre à toutes les places la veille du jour qu’on l’y nommait. »

— Talleyrand, envieux, à propos du duc de Cadore
Hector du Lac de la Tour d'Aurec le mentionne parmi les principaux Foréziens dignes de mémoire dans son Précis historique sur le département de la Loire.